# اس‌ای-۴۵۰۳
اس ای-۴۵۰۳ (به انگلیسی: SA-4503) یک ترکیب شیمیایی با شناسه پاب‌کم ۹۹۵۴۹۴۱ است.